# Ilzat Achmietow
Ilzat Togłokowicz Achmietow (ros. Ильзат Тоглокович Ахметов, kirg. Ильзат Төглокович Ахметов, ujg. ‏ئىلزات ئەخمەت‎; ur. 31 grudnia 1997 w Biszkeku) – rosyjski piłkarz narodowości ujgurskiej występujący na pozycji pomocnika w FK Krasnodar oraz reprezentacji Rosji.

## Życiorys
Urodził się w Biszkeku, w Kirgistanie, w rodzinie ujgurskiej. Zaczął grać w piłkę nożną w drużynach dziecięcych klubu Ałga Biszkek. W 2009, w wieku 11 lat, przyjechał do Rosji, trenował w akademii w Togliatti, po czym został zawodnikiem Rubina Kazań.

### Kariera piłkarska
W sezonie 2014/15 zadebiutował w pierwszej drużynie Rubina Kazań w pucharowym meczu z Łucz-Energią. Miał wówczas 16 lat i 8 miesięcy, co czyni go najmłodszym debiutującym zawodnikiem w historii kazańskiego klubu.
Latem 2018 roku pojechał na przedsezonowe zgrupowanie Zenita Petersburg, jednakże 26 lipca podpisał czteroletni kontrakt z CSKA Moskwa.
W listopadzie 2018 powołany przez Stanisława Czerczesowa do kadry Rosji. Ma też prawo do reprezentowania Kirgistanu. Ostatecznie zadebiutował w rosyjskiej kadrze 21 marca 2019 w przegranym 1:3 meczu z Belgią.